# Царевци (област Варна)
 За другото българско село вижте Царевци (Област Търговище).  
Царевци е село в Североизточна България. То се намира в община Аврен, област Варна и на 3 км от село Синдел, както и на около 2 км от Провадийска река.

## История
През различните години на своето съществуване село Царевци е приемало различни имена – Султанлар, Царево, Султанци. През 2006 г. селището наброява 840 жители, като в него живеят и около 120 временно пребиваващи.
Царевци се намира на около 45 км от Варна и на около 15 км от Провадия. Разположено е между големия завой на река Провадийска и на железопътната линия Варна – София, намира се в близост до низината на река Провадийска. На юг от тази низина се намира гората Гьоз тепе и местността Ахмак баир.
Землището на с. Царевци обхваща 21 хиляди декара и е едно от най-големите в община Аврен. Този плодороден край е бил населяван от много години. Навярно траките и прабългарите са били едни от първите хора, живеещи по тези места. Основание за това дават записките на Константин Иречек в „Пътуване по България“, където пише: „Римското шосе от Марцианополис за Цариград, заобикалящо мочурите под „Петрич кале“ е било малко по-назад, където неговият калдъръм се вижда между селата Тестеджи/Житница/ и Султанлар/Царевци/. Там се намират стари камъни, както и развалини от чифлика Хаской.”
Това дава основания да се смята, че по тези места, през които е преминавал един от най-старите римски пътища, открай време е съществувало селище.
В едно от преданията, датиращо от 1445 г., се посочва, че султан харесал тези земи, заради тяхното плодородие и наредил да му се отделят най-хубавите от тях, и да се изгради чифлик. Хората, обработващи земите на султана се заселили край чифлика и така се появила махалата Хаской. По същия начин се нарича и вече появилото се село около чифлика и в близост да стария римски път. По-късно в землището на Султанлар се оформят две махали – Султанлар и Хаской, втората от които е българска.
По документи от 1573 г. в Хаской е имало 11 български семейства. През 1621 г. Хаской се преименува в Царево, а към края на XVII в. двете села се обединяват.
През 1815 г. се заселват първите българи от Коприкьой /Гроздьово/, Ченге /Аспарухово/, Голица и други селища от Източна Стара Планина. През периода 1830-1840 г. българското селище придобива нов облик. По-будните българи са инициатори за строежа на църква, която се оказва тясна и през 1864 г. е построена нова, която е запазена и до днес. В началото на XX в. в селото се заселват и няколко семейства на бежанци от Беломорска Тракия и Македония.
Първото светско училище е построено 1872 г., тъй като старото килийно училище се оказало тясно за жадните за знания българи. Църквата и училището са реставрирани и оформени като музеен комплекс.
Самият факт, че Христо Ботев е преминал през населеното място при своите обиколки из България, показва, че през този период селището е имало връзка с революционните традиции.
През май 1876 г. двама от жителите на селището правят опит да се влеят в четата на Христо Ботев, пише в бр.8 от 8 декември 1873 г. вестник „Независимост“.
През периода 1899-1900 г. учителят Стилиян Чилингиров, преподавател в местното училище, пише романа „Децата на ада“. Този роман излиза от печат през 1923 г., а в него голяма част от героите са жители на Царевци. През 1910 г. е построено новото училище, а през 1938 г. се построява и днешното училище „Д-р Петър Берон“.
Първото читалище „Светлина“ съществува от 1919 г. Новата сграда на читалището е построена през 1960 г. с доброволния труд на жителите на селото. През 1919 г. е създадена потребителска кооперация „Сеяч“, като дейността и е възстановена през 1991 г. и е една от проспериращите кооперации във Варненска област. През 2006 г. със собствени средства е построена доилна зала, отговаряща на европейските изисквания.
С указ № 875 на ДС на Република България от 13 март 1987 г. е възстановено старото име на селото – ЦАРЕВЦИ.

## Население

### Етнически състав

#### Преброяване на населението през 2011 г.
Численост и дял на етническите групи според преброяването на населението през 2011 г.:
|                     | Численост | Дял (в %) |
| Общо                | 682       | 100.00    |
| Българи             | 530       | 77.71     |
| Турци               | 29        | 4.25      |
| Цигани              | 90        | 13.19     |
| Други               | ?         | ?         |
| Не се самоопределят | ?         | ?         |
| Неотговорили        | 21        | 3.07      |

## Културни и природни забележителности
Първото светско училище е построено 1872 г., тъй като старото килийно училище се оказало тясно за жадните за знания българи. Църквата и училището са реставрирани и оформени като музеен комплекс.
През 1980 г. в Царевци са открити 2 минерални извора. Единият от тях е солен с температура на водата 60 градуса, а другия е сладък с температура 38 градуса.
Църквата в селото е на над 160 години. Тя е посветена на Свети Константин и майка му царица Елена. През 2018 година храмът е изографисан от румънски иконописец.

## Редовни събития
Всяка година в първата неделя на месец юни, на големия християнски празник Петдесетница, известен още и като Св. Дух, селото празнува своя празник с голям събор.